# Aller Kirke
Aller Kirke er en kirke i landsbyen Aller, beliggende i Aller Sogn lidt øst for Christiansfeld. Kirken består af et kor, skib som er bygget af granitkvadre og et kirketårn fra sengotisk tid, samt et våbenhus fra 1700-tallet.

## Inventar
Kirkens ældste del er døbefonten, der stammer fra 1200-tallet i romansk stil.
Prædikestolen er fra 1651 og har en del ligheder med prædikestolen i Hammelev Kirke, da de blev lavet i samme værksted. Prædikestolen er udsmykket med malerier af de fire evangelister og den frelsende Kristus.
Kirkens altertavle er fra 1784, og nedefra og op forestiller tavlens malerier vigtige scener fra de sidste dage i Jesu liv.
Lige øst for kirken findes Aller Friskole.
- Aller Kirke tegnet af Johan Christian Dahl i 1800-tallet.

## Eksterne Henvisninger/kilder
- Wikimedia Commons har flere filer relateret til Aller Kirke
- Aller Kirke hos KortTilKirken